# Sistema de Observación de la Tierra
El Sistema de Observación de la Tierra (acrónimo en inglés EOS) es un programa de la NASA que comprende una serie de misiones de satélites artificiales y de instrumentales científicos en órbita terrestre, diseñados para observaciones de largo término de la superficie terrestre, biósfera, atmósfera, y océanos de la Tierra. El foco principal de esta colección de datos se centra en la ciencia climática. Los componentes de satélite del programa se lanzaron en 1997. El programa es la pieza central de la NASA Earth Science Enterprise (ESE).

## Historia y desarrollo

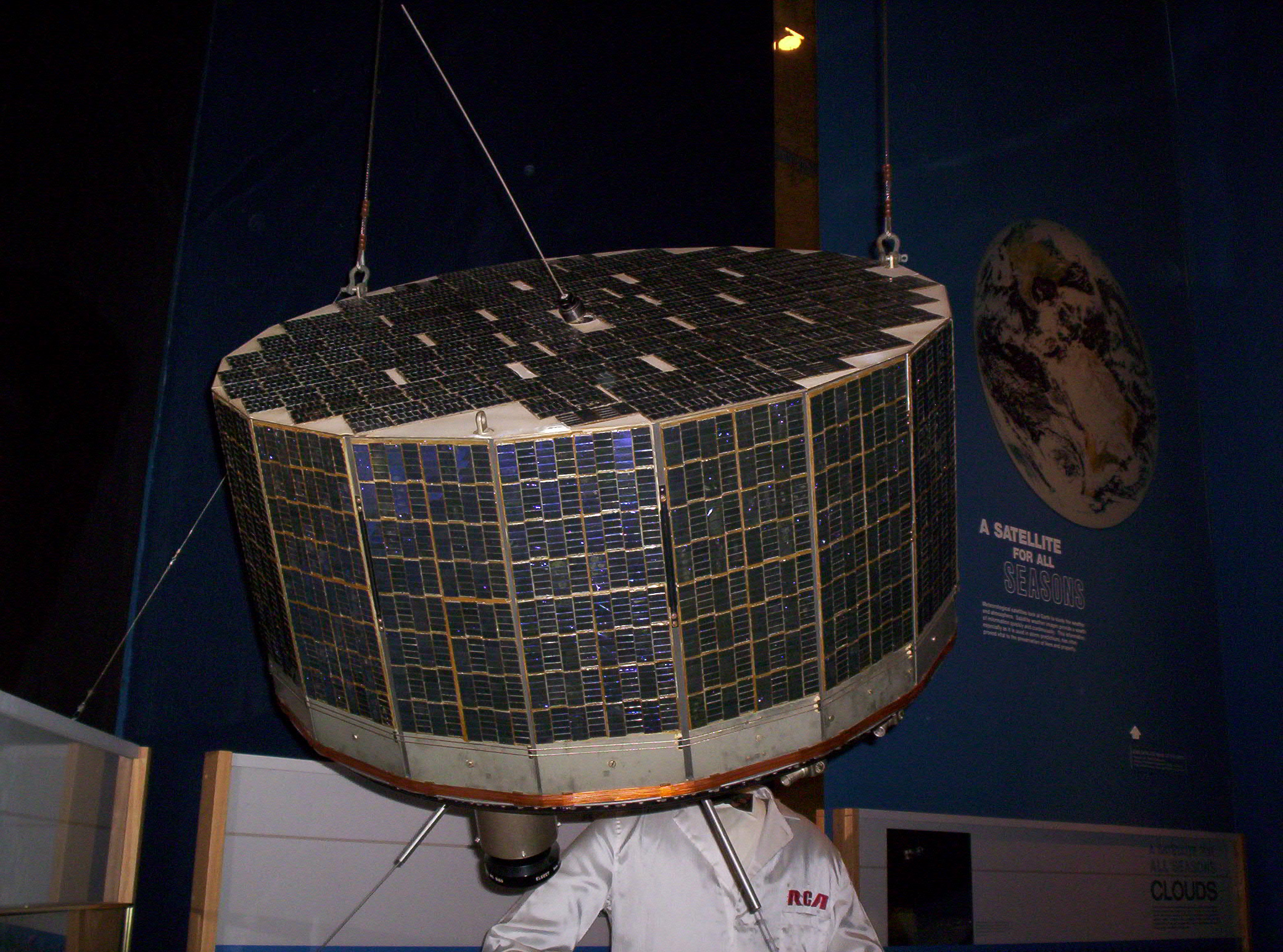
Vista del satélite TIROS-1 en el Museo Nacional del Aire y el Espacio de Estados Unidos en Washington

Antes del desarrollo del actual Sistema de Observación de la Tierra, se sentaron las bases para este programa a principios de los años 60 y 70. TIROS-1, el primer satélite meteorológico de órbita baja, tenía el objetivo principal de explorar la observación infrarroja televisiva como método de monitoreo y estudio de la superficie de la Tierra. Crítico para el desarrollo de los satélites utilizados hoy en día, TIROS-1 fue un programa pionero que puso en marcha la capacidad de la NASA para utilizar instrumentos experimentales y métodos de recopilación de datos para estudiar la meteorología en todo el mundo. De manera crucial, esta nueva información recopilada por TIROS-1 permitiría a los meteorólogos y científicos observar eventos climáticos a gran escala. Siguiendo a TIROS, se desarrolló el programa experimental Applications Technology Satellite (ATS). El objetivo principal de estos satélites eran las predicciones meteorológicas y el estudio del entorno espacial. Significativamente, este programa se centró en el lanzamiento de satélites a la órbita geosincróna y evaluar la eficacia de este patrón de órbita en la observación de la Tierra. ATS-3, la misión de mayor duración, tuvo una vida útil de más de 20 años. Fue el primer satélite en capturar imágenes en color desde el espacio y actuó significativamente como medio de comunicación.

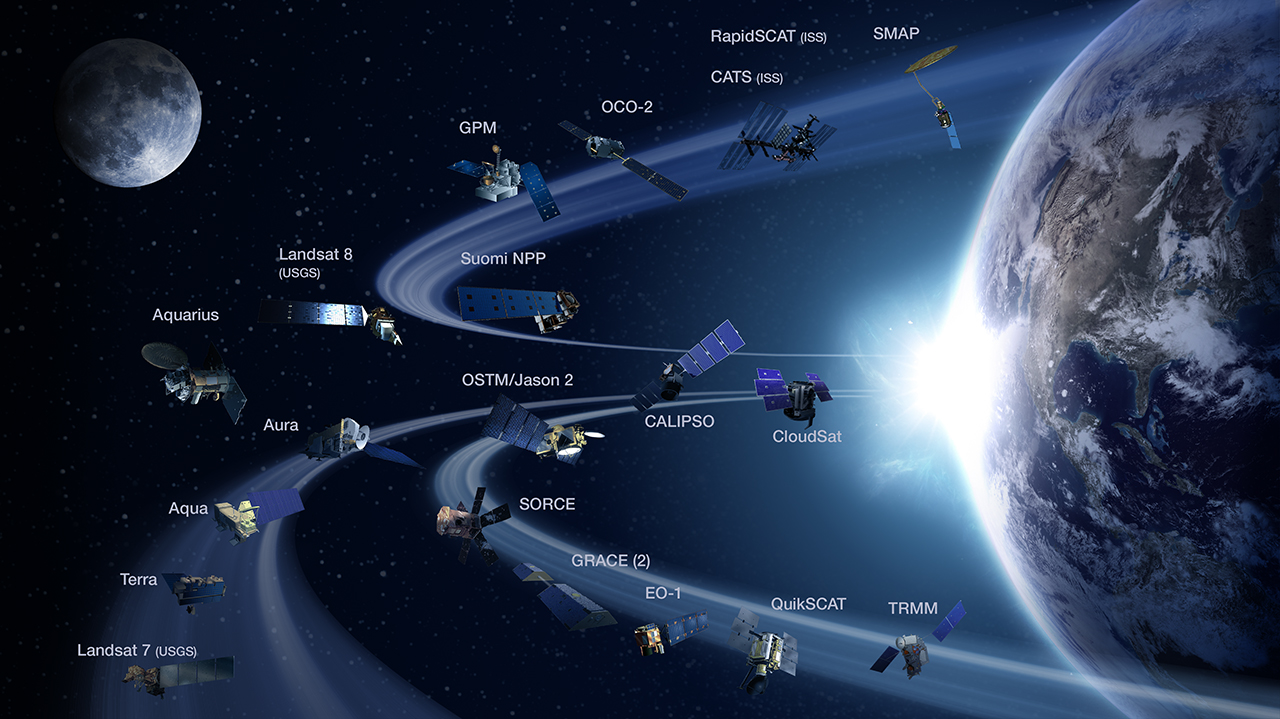
Misiones operativas de la División de Ciencias de la Tierra de la NASA, al 2 de febrero de 2015.

Gracias al éxito de los satélites TIROS-1 y ATS-3, la NASA, conjuntamente con el Servicio Geológico de los Estados Unidos (USGS), avanzó en la observación de la Tierra mediante una serie de satélites Landsat lanzados durante los decenios de 1970 y 1980. El satélite Nimbus-5 lanzado en 1972 utilizó imágenes de microondas pasivas, un método muy exitoso para observar los cambios en la cubierta de hielo marino. La observación fue fomentada por misiones sucesivas como Nimbus-7, equipado con un escáner de color de la zona costera (CZCS) para detallar los cambios de color en los océanos de la Tierra y un espectrómetro de cartografía del ozono total (TOMS) para medir la irradiación solar y la radiación reflejada de la atmósfera de la Tierra. Los primeros satélites de estos programas han allanado el camino para gran parte del programa EOS hoy. Los satélites TIROS fueron extremadamente importantes en el ensayo y desarrollo no sólo de los instrumentos de observación de la Tierra, como los espectrómetros, sino también de los diversos sensores utilizados para mantener estos satélites en órbita durante períodos de tiempo sostenibles. Sensores como los sensores de horizontes se probaron en estos primeros satélites y se han adaptado para producir métodos más avanzados de observación y configuraciones de funcionamiento.

## Lista de misiones con las fechas de lanzamientos

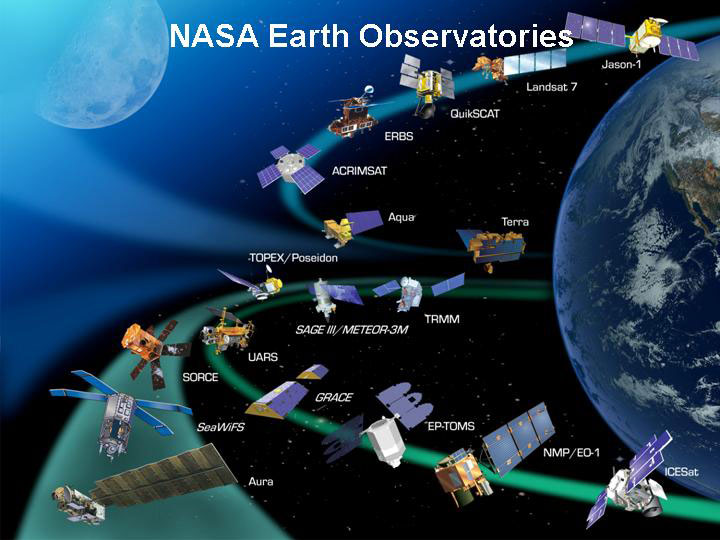
Observatorios de la Tierra de la NASA

| Satélite             | Lanzamiento              | Lanzamiento                 | Agencia        |
| Satélite             | Fecha                    | Sitio                       | Agencia        |
| -------------------- | ------------------------ | --------------------------- | -------------- |
| SeaWiFS              | 1 de agosto de 1997      |                             |                |
| TRMM                 | 27 de noviembre de 1997  | Tanegashima                 | NASA / JAXA    |
| Landsat 7            | 15 de abril de 1999      | Base Vandenberg             | NASA           |
| QuikSCAT             | 19 de junio de 1999      | Base Vandenberg             | NASA / JPL     |
| Terra                | 18 de diciembre de 1999  | Base Vandenberg             | múltiple       |
| ACRIMSAT             | 20 de diciembre de 1999  | Base Vandenberg             | NASA / JPL     |
| NMP/EO-1             | 21 de noviembre de 2000  |                             | NASA / Goddard |
| Jason 1              | 7 de diciembre de 2001   |                             | NASA / CNES    |
| Meteor 3M-1/Sage III | 10 de diciembre de 2001  | Baikonur                    |                |
| GRACE                | 17 de marzo de 2002      |                             |                |
| Aqua                 | 4 de mayo de 2002        | Base Vandenberg             | múltiple       |
| ADEOS II/Midori II   | 12 de diciembre de 2002  |                             |                |
| ICESat               | 12 de enero de 2003      | Base Vandenberg             | NASA           |
| SORCE                | 25 de enero de 2003      | Cabo Cañaveral              | NASA           |
| Aura                 | 16 de julio de 2004      | Base Vandenberg             | múltiple       |
| CloudSat             | 28 de abril de 2006      | Base Vandenberg             | NASA           |
| CALIPSO              | 28 de abril de 2006      | Base Vandenberg             | NASA           |
| Hydros               | junio de 2006            |                             |                |
| NPOESS               | octubre de 2006          |                             | NASA / NOAA    |
| OCO                  | 23 de febrero de 2009    | Falló al alcanzar la órbita | NASA / NOAA    |
| Aquarius             | se envía en mayo de 2010 |                             |                |
| NMP/EO-3             |                          |                             |                |

## Recogida de datos y usos
Desde el inicio del programa, el objetivo general ha seguido siendo el mismo: "monitorear y comprender los componentes clave del sistema climático y sus interacciones a través de observaciones globales a largo plazo." A través del uso de varios programas como LandSat y los programas A-Train, los científicos están adquiriendo una mayor comprensión de la Tierra y sus cambios. Actualmente, los datos recopilados por los satélites en la EOS son digitalizados y cotejados por el Sistema de Datos e Información del Sistema de Observación de la Tierra. Los científicos luego usan estos datos para predecir eventos climáticos, y más recientemente para predecir los efectos del cambio climático para tratados como los acuerdos climáticos de París, con datos recopilados principalmente por EOS y luego analizados.

## Organismos intergubernamentales y asociaciones
En un sentido más amplio de la observación de la Tierra y de todas las misiones que afectan a la EOS, ha habido una variedad de asociaciones intergubernamentales y asociaciones internacionales que han ayudado a financiar, Investigar y desarrollar la compleja gama de satélites y naves espaciales que hacen que el Sistema de Observación de la Tierra tenga éxito en su función. En total, las asociaciones intergubernamentales representan casi el 37% de todas las misiones, mientras que el 27% de las misiones también incluyen asociaciones internacionales con otros países y empresas internacionales.
En 2022, había nueve satélites LandSat con LandSat 7, 8 y 9 orbitando la Tierra. El programa LandSat ha involucrado a muchas organizaciones desde su inicio, particularmente el Servicio Geológico de los Estados Unidos (USGS). Otras agencias intergubernamentales que han sido parte del programa de Observación de la Tierra incluyen la Administración de Servicios de Ciencias Ambientales (ESSA), el Departamento de Defensa de los Estados Unidos (USDOD), el Departamento de Energía de los Estados Unidos (USDOE) y la Administración Nacional Oceánica y Atmosférica de los Estados Unidos (NOAA). Estas agencias intergubernamentales que cooperan permiten una mayor financiación para el programa junto con la colaboración de los recursos gubernamentales de varias agencias. A menudo, estas asociaciones comienzan con otro organismo gubernamental que desea un instrumento específico como parte de una carga útil incluida en una misión.
Del mismo modo, las asociaciones internacionales con los países han sido resultado de una carga útil específica (instrumento) que acompaña a una misión existente que la NASA ha desarrollado o con colaboración de la NASA, y que requiere el uso de instalaciones de otra agencia espacial como la Agencia Espacial Europea. Una asociación como esta se observó en 2000 cuando se lanzó el satélite ERS-1 desde el Centro Espacial de Guyana, un puerto espacial en la Guayana Francesa, América del Sur. Entre los organismos internacionales que han prestado asistencia o colaborado con la NASA figuran la CONAE (Agencia Espacial Argentina), el CNES (Agencia Espacial Francesa), el DLR (Centro Aeroespacial Alemán), la federación espacial estatal Roscosmos de la Federación de Rusia y el JAXA (Agencia Espacial Japonesa; anteriormente NASDA).
Durante la vida del programa, también ha habido varias asociaciones corporativas y organizativas con empresas con sede en Estados Unidos e internacionalmente. En 2002, las misiones SeaWIFS vieron una colaboración con GEOeye, una compañía estadounidense de imágenes por satélite. Del mismo modo, organizaciones como el Consejo Internacional para la Ciencia (CIUC), la Organización Internacional de Normalización (OSSI), el Sistema Mundial de Datos (SDB) y el Comité de Satélites de Observación de la Tierra (CEOS) han participado en la planificación, recopilación y análisis de datos de las misiones. Como se ha mencionado, la financiación, las adiciones instrumentales y la asistencia excesiva en la coordinación y el análisis de datos son todos beneficios de estas asociaciones.